# Khamyab
Khamyab är ett distrikt i Afghanistan. Det ligger i provinsen Jowzjan, i den norra delen av landet, 400 kilometer nordväst om huvudstaden Kabul.
Distriktet beräknades år 2022 ha cirka 16 000 invånare.